# Singhiella pallida
Singhiella pallida és una espècie d'hemípter del gènere Singhiella, de la família dels Aleiròdids.
Va ser descrita científicament per primera vegada per Singh el 1931.